# گورستان حیوان خانگی

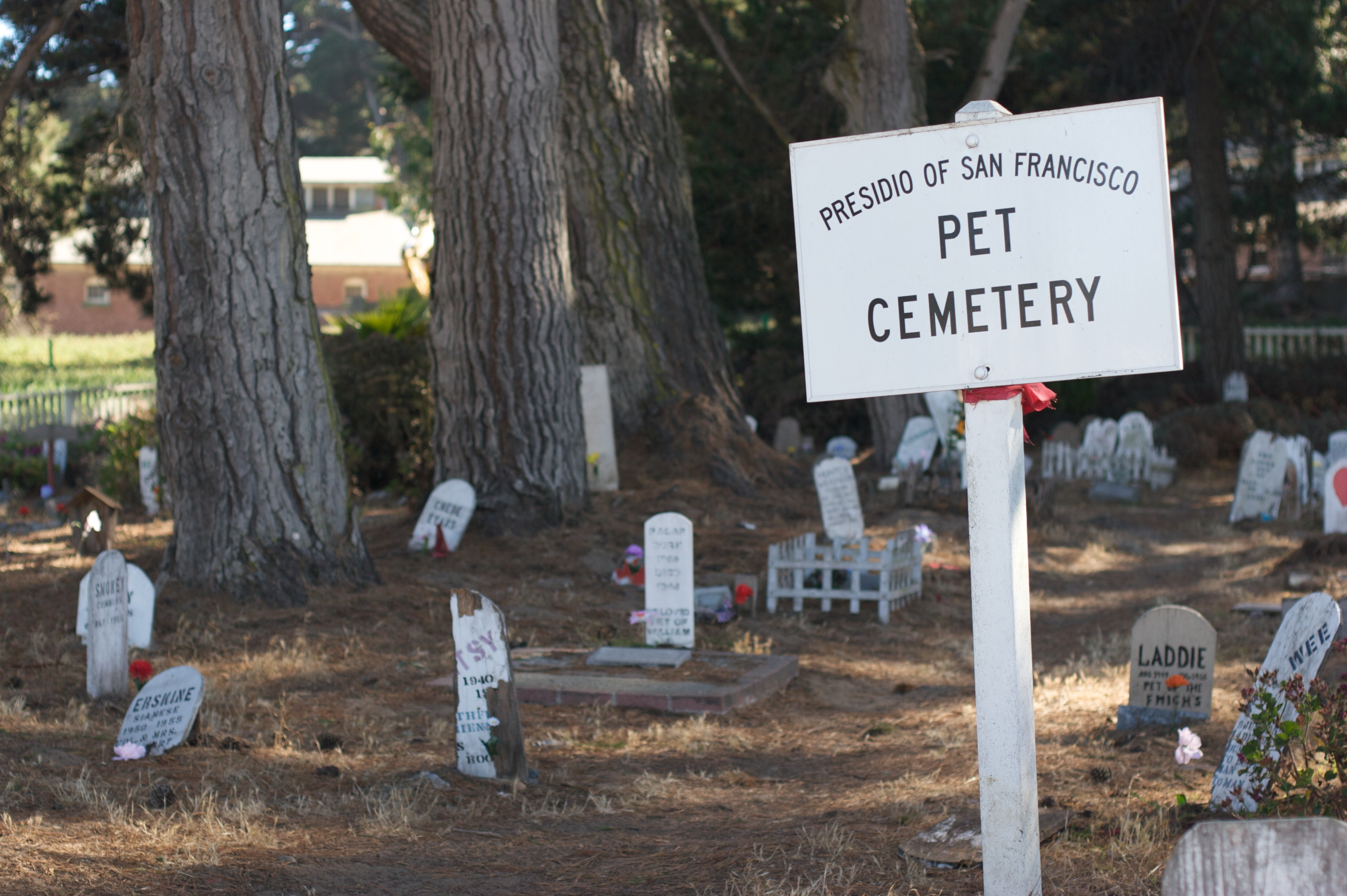
گورستان حیوانات خانگی در سان فرانسیسکو، کالیفرنیا

گورستان حیوان خانگی (انگلیسی: Pet cemetery) یا گورستان پت، گورستانی برای حیوانات خانگی است.

## پیشینه
در بسیاری از فرهنگ‌های انسانی، لاشه جانوران مرده را دفن می‌کردند. به عنوان مثال، در مصر باستان گربه‌ها را، به خاطر اینکه برای آنها ماهیت الهی قائل بودند، مومیایی کرده و دفن می‌کردند، بزرگ‌ترین گورستان سگ شناسایی شده در دنیای باستان در پارک ملی اشکلون در شهر اشکلون، اسرائیل کشف شده است.